# Prowincja Bubanza
Bubanza – jedna z 17 prowincji w Burundi, znajdująca się w zachodniej części kraju.